# Parque Florestal Estadual Espigão Alto

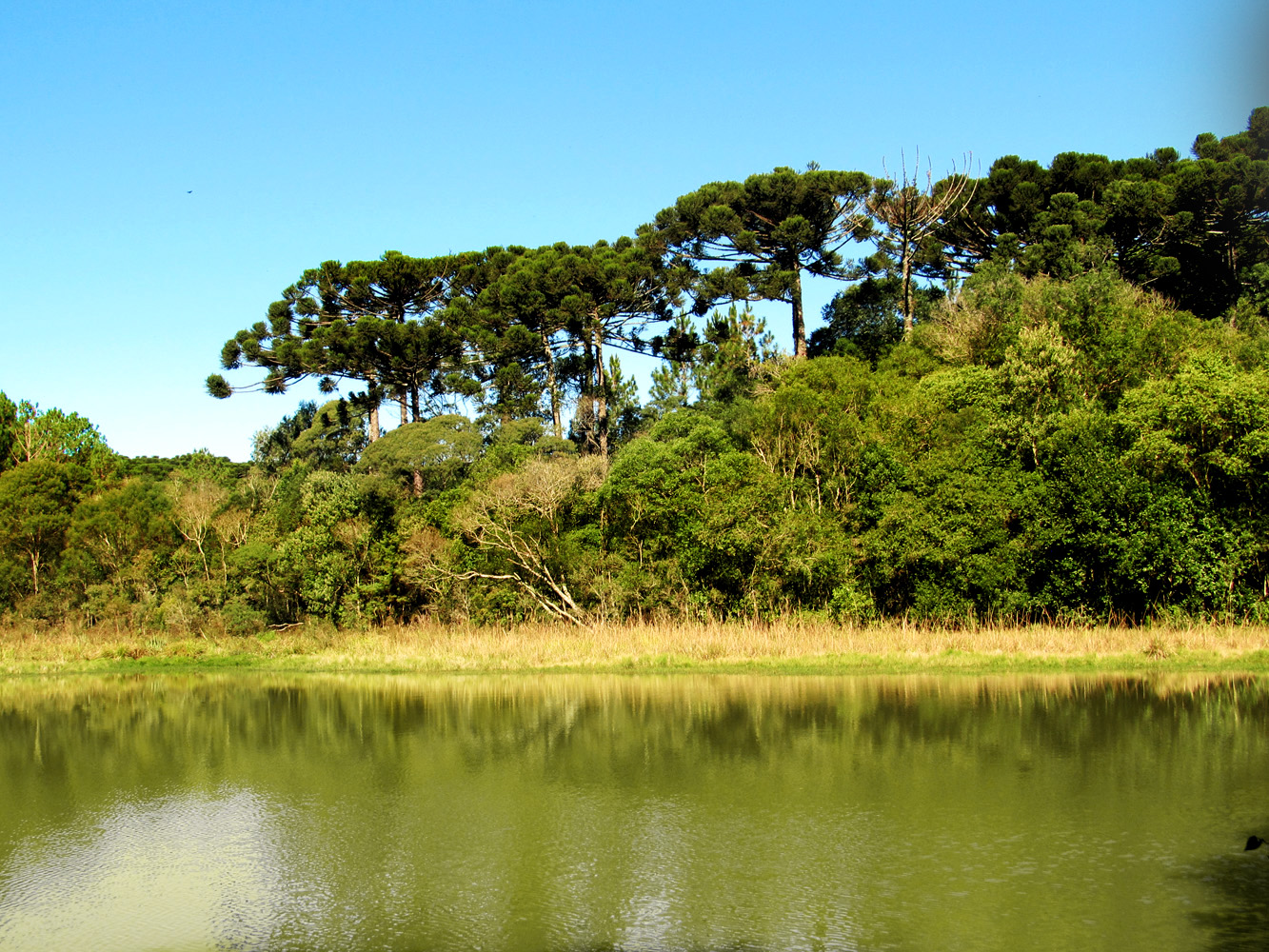
Refúgio de araucárias em volta do lago do Parque.

O Parque Florestal Estadual Espigão Alto (PEE) é uma unidade de conservação com área de 1.331,9 hectares, localizada na cidade de Barracão, na região do Planalto, no estado do Rio Grande do Sul. Fica próximo ao rio Uruguai, no vale do arroio Marmeleiro, e suas coordenadas são 27º30' e 27º45' S; 51º20' e 51º40' W.
Preserva o maior fragmento de floresta de araucária (floresta ombrófila mista) e porções menores da floresta do Alto Uruguai (floresta estacional decidual).
Serve de habitat natural para uma variada fauna e flora, como a jaguatirica, o veado-bororó, o macaco-prego, o papagaio-do-peito-roxo e a gralha-azul.
O parque foi criado através do decreto n° 658, de 10 de março de 1949 e foi tombado em 10 de março de 1983.